# 北海紙管
北海紙管株式会社（ほっかいしかん）は、北海道札幌市清田区清田に本社を置く、紙管・ボイド管を製造する業者である。
2019年4月1日にリサイクル（古紙、廃プラスチック、古着などを取り扱う）事業を株式会社もっかいトラストへ分社化。

## 沿革
- 1958年（昭和33年）3月 - 長谷川留次郎が創設。名寄市で紙管製造販売を始める。
- 1968年（昭和43年）
  - 4月 - 株式会社に改め、北海紙管株式会社を設立。長谷川留次郎が代表取締役社長に就任。
  - 5月 - 埼玉県春日部市に東京工場を開設。
- 1969年（昭和44年）11月 - 福島県原町市に原町工場を開設。
- 1974年（昭和49年）
  - 7月 - 札幌市に菊水営業所を開設。古紙の集荷と販売を始める。
  - 9月 - 株式会社日本紙料センターを設立。秋田市に同社秋田営業所を開設。
- 1978年（昭和53年）2月 - 江別営業所を開設。
- 1981年（昭和56年）10月 - 北海紙商株式会社を引き受け、新川営業所、雁来センター、函館営業所を開設。
- 1982年（昭和57年）4月 - 日本紙料センター東京営業所を開設。
- 1983年（昭和58年）10月 - 北清紙業株式会社を引き受け、旭川市で古紙の集荷を始める。
- 1984年（昭和59年）11月 - 日本紙料センター青森営業所を開設。
- 1985年（昭和60年）4月 - 日本紙料センター新潟営業所を開設。
- 1987年（昭和62年）
  - 1月 - 日本紙料センター大宮営業所を開設。
  - 3月 - 帯広営業所を開設。
- 1988年（昭和63年）1月 - 北海紙管札幌支店を札幌市清田区に移転。清田営業所を併設。
- 1990年（平成2年）9月 - 富山県高岡市に株式会社北進紙料を設立。
- 1992年（平成4年）6月 - 長谷川曻が代表取締役社長に就任。
- 1993年（平成5年）
  - 4月 - 北海紙管本社を名寄から札幌に移転。
  - 9月・10月 - 業容拡大のため、原町工場を閉鎖。新たに福島工場を設立。
- 1994年（平成6年）12月 - 関連会社の日本紙料センター、北清紙業を吸収合併。
- 1995年（平成7年）11月 - 足立区に住商紙パルプ株式会社との合弁会社、グリーンリサイクル株式会社を設立。
- 2000年（平成12年）11月 - 日本紙パルプ商事株式会社との合弁会社、株式会社ジェーピー北海を設立。
- 2001年（平成13年）3月 - 信越商事株式会社との合弁会社、信越リサイクル株式会社を設立。
- 2003年（平成15年）3月 - 株式会社北進紙料を吸収合併し、高岡営業所を開設。
- 2004年（平成16年）4月 - 日本紙パルプ商事株式会社との合弁会社、JHリサイクル株式会社を設立。
- 2005年（平成17年）7月 - 秋田営業所移転。
- 2006年（平成18年）6月 - 長谷川裕一が代表取締役社長に就任。
- 2007年（平成19年）3月 - 福島県南相馬市に南相馬事業所を開設し、紙管製造を開始。高岡営業所移転。
- 2008年（平成20年）
  - 4月 - 大阪府東大阪市に大阪事業所を開設。
  - 7月 - 埼玉県幸手市に幸手営業所を開設。
  - 8月 - 高岡リサイクルステーション開設。
  - 12月 - 新潟県長岡市に長岡営業所を開設。
- 2009年（平成21年）8月 - サービスブランド『#HOKKAI MOKKAI』の立ち上げ。
- 2010年（平成22年）7月 - 磯部工業株式会社を子会社化。
- 2011年（平成23年）
  - 6月 - 株式会社ケー・エス工業の株式の一部を取得。
  - 9月 - 本社及び青森営業所において、ISO27001（ISMS）認証取得。
- 2012年（平成24年）5月 - 磯部工業株式会社が長岡営業所隣地へ移転。
- 2013年（平成25年）2月 - 磯部工業株式会社を長岡工場とする。
- 2014年（平成26年）5月 - 本社を新築移転。グリーンリサイクル株式会社国立営業所を開設。
- 2015年（平成27年）3月 - 新回収サービス「いつでもっかい」スタート
- 2017年（平成29年）
  - 2月 - 有限会社芦別資源商を子会社化。
  - 8月 - 北海道苫小牧市に苫小牧営業所を開設。
- 2018年（平成30年）
  - 5月 - 北海道北広島市に大曲リサイクルセンターを開設。
  - 12月 - 神奈川県横浜市に、グリーンリサイクル株式会社横浜営業所を開設。
- 2019年（平成31年）4月 - ほっかいもっかいグループとして、紙管事業を北海紙管株式会社、リサイクル事業を株式会社もっかいトラストへ分社化。
- 2022年（令和4年）11月 - 北海紙管株式会社　名寄工場を名寄市から北広島市大曲工業団地へ移転し、大曲工場とする。
- 2023年（令和5年）
  - 3月 - 京都紙管工業株式会社を子会社化。
  - 12月 - 有限会社豊栄を子会社化。

- 2024年（令和6年）10月 - 株式会社もっかいトラスト　小山営業所、八千代営業所、東村山営業所の3拠点を追加。

## 主な事業
紙管・ボイド管（建築用資材）製造販売
印刷用紙などの製紙用、食品用ラップなどの産業用を中心とした紙管、主に建築用資材として使われるボイド管の自社製造、および販売。生産拠点は名寄、福島、東京の各工場。
* 一般紙管 - 製紙用、産業用
* ホッカイボイド - 建築・土木の型枠材
* プルボイド - スライド式スリーブ管

## HOKKAI MOKKAI
HOKKAI MOKKAI（ほっかいもっかい）は、同社が2009年に立ち上げたサービスブランド。マスコットキャラクターはヤギをモチーフとしており、ローラースケートを履いた姿で迅速に対応すること表現している。
なお、「HOKKAI」は「北海道」、「MOKKAI」は「もう一回」を意味している。

### キャラクター
白ヤギボーイ「かい」くんヤギの子供。8歳、小学生。
白ヤギパパ白ヤギボーイの父。36歳、古紙回収業。
白ヤギママ白ヤギボーイの母。34歳、主婦。
白ヤギシスター「もも」ちゃん白ヤギボーイの妹。6歳、小学生。
クリスちゃん白ヤギボーイの友人のリス。リス8歳、小学生。
ツネオ白ヤギボーイの友人のキツネ。8歳、小学生。
マーくん白ヤギボーイの友人のクマ。8歳、小学生。

### ヤギについて
東京工場において、マスコットキャラクターである本物のヤギの「かい君」「ももちゃん」を飼育している。飼育小屋は歩道に面しており、いつでも見物することが可能。

## 事業所

### 紙管工場
- 大曲工場 - 北海道北広島市大曲工業団地6丁目1番地32
- 東京工場 - 埼玉県春日部市南栄町15番地9
- 福島工場 - 福島県伊達市保原町上保原字遍照原8番地1
- 長岡工場 - 新潟県長岡市北陽2丁目14番地21

## 関連会社
- 株式会社もっかいトラスト 本社 - 北海道札幌市清田区清田1条1丁目7番23号
- グリーンリサイクル株式会社 本社 - 東京都足立区宮城1丁目4番8号
- グリーンリサイクル株式会社 国立営業所 - 東京都国立市谷保３丁目3138番地
- グリーンリサイクル株式会社 横浜営業所 - 神奈川県横浜市鶴見区鶴見中央3丁目8番14号
- 株式会社ジェーピー北海 本社 - 北海道札幌市中央区北2条西1丁目1番地　マルイト札幌ビル
- 株式会社ジェーピー北海 江別事業所 - 北海道江別市工栄町21番地2
- 信越リサイクル株式会社 - 新潟県新潟市東区下木戸1丁目18番17号
- 株式会社ケー・エス工業 - 新潟県新潟市西蒲区升岡428番地2
- 株式会社北海紙業 - 北海道旭川市流通団地2条5丁目13番地
- JHリサイクル株式会社 本社 - 宮城県仙台市青葉区中央4丁目6番1号 SS303階
- JHリサイクル株式会社 福島事業所 - 福島県伊達市保原町上保原字遍照原8番地1
- 有限会社芦別資源商 -北海道芦別市西芦別町51番地64
- 京都紙管工業株式会社 - 京都府京都市伏見区川東町9番地
- 有限会社豊栄 - 北海道江別市角山64番地18